# Campeonato Mundial de Esqui Alpino de 1987
O Campeonato Mundial de Esqui Alpino de 1987 foi a vigésima nona edição do evento, foi realizado em Crans-Montana, Suíça, entre os dias 27 de janeiro a 8 de fevereiro de 1987.

## Resultados

### Masculino
| Evento                 | Ouro                                        | Prata                                  | Bronze                                         |
| ---------------------- | ------------------------------------------- | -------------------------------------- | ---------------------------------------------- |
| Downhill (31.01)       | Peter Müller · Suíça · 2:07,08              | Pirmin Zurbriggen · Suíça · 2:08,13    | Karl Alpiger · Suíça · 2:08,20                 |
| Slalom (08.02)         | Frank Wörndl · Alemanha Ocidental · 1:54,63 | Günther Mader · Áustria · 1:54,82      | Armin Bittner · Alemanha Ocidental · 1:55,03   |
| Slalom gigante (04.02) | Pirmin Zurbriggen · Suíça · 2:32,38         | Marc Girardelli · Luxemburgo · 2:32,45 | Alberto Tomba · Itália · 2:33,13               |
| Super G (02.02)        | Pirmin Zurbriggen · Suíça · 1:19,93         | Marc Girardelli · Luxemburgo · 1:20,80 | Markus Wasmeier · Alemanha Ocidental · 1:21,08 |
| Combinado (01.02)      | Marc Girardelli · Luxemburgo · 28,27 pts.   | Pirmin Zurbriggen · Suíça · 30,54 pts. | Günther Mader · Áustria · 41,96 pts.           |

### Feminino
| Evento                 | Ouro                              | Prata                                | Bronze                                              |
| ---------------------- | --------------------------------- | ------------------------------------ | --------------------------------------------------- |
| Downhill (01.02)       | Maria Walliser · Suíça · 1:43,80  | Michela Figini · Suíça · 1:44,11     | Regine Mösenlechner · Alemanha Ocidental · 1: 44,86 |
| Slalom (07.02)         | Erika Hess · Suíça · 1:33,30      | Roswitha Steiner · Áustria · 1:33,55 | Mateja Svet · Iugoslávia · 1:34,39                  |
| Slalom gigante (05.02) | Vreni Schneider · Suíça · 2:21,22 | Mateja Svet · Iugoslávia · 2:21,78   | Maria Walliser · Suíça · 2:23,51                    |
| Super G (03.02)        | Maria Walliser · Suíça · 1:19,17  | Michela Figini · Suíça · 1:20,18     | Mateja Svet · Iugoslávia · 1:20,23                  |
| Combinado (31.01)      | Erika Hess · Suíça · 15,32 pts.   | Sylvia Eder · Áustria · 18,66 pts.   | Tamara McKinney · Estados Unidos · 24,41 pts.       |

## Quadro de medalhas
| Ordem | País               | Medalha de ouro | Medalha de prata | Medalha de bronze | Total |
| ----- | ------------------ | --------------- | ---------------- | ----------------- | ----- |
| 1     | Suíça              | 8               | 4                | 2                 | 14    |
| 2     | Luxemburgo         | 1               | 2                | 0                 | 3     |
| 3     | Alemanha Ocidental | 1               | 0                | 3                 | 4     |
| 4     | Áustria            | 0               | 3                | 1                 | 4     |
| 5     | Iugoslávia         | 0               | 1                | 2                 | 3     |
| 6     | Estados Unidos     | 0               | 0                | 1                 | 1     |
|       | Itália             | 0               | 0                | 1                 | 1     |
|       | TOTAL              | 10              | 10               | 10                | 30    |